# Mossatorps göl
Mossatorps göl är en sjö i Värnamo kommun i Småland och ingår i Lagans huvudavrinningsområde.